# 小国町営バス
小国町営バス（おぐにちょうえいバス）は、山形県西置賜郡小国町にて運行している廃止代替バスである。かつてはJRバス東北小国線として運行していた。

## 沿革
- 1984年（昭和59年）4月1日 - 運行開始[1]。

## 概要
- 料金は区間制（循環線は100円均一）。回数券は10回分の料金で11枚綴りのものがある。定期券は通勤、通学それぞれ1箇月、3箇月、6箇月用がある。
  - 70歳以上の高齢者には半額に、障害者は全額、その介助者は半額に減免する仕組みがある。
- 祝日及び12/31・1/2～3は南部線を除き全便運休。
- 運行形態は、自家用自動車（白ナンバー車）による有償運送である。

## 路線
以下8路線がある。　※2009年4月1日現在、括弧内停留所は不経由便あり、A／BはAかBの選択経由。
南部線
- 病院前 - 小国駅 - 役場前 - 赤芝峡 - 落合 - 下新田 - 小玉川小中学校前 - （泡の湯温泉） - 長者原 - 飯豊梅花皮荘 - （飯豊山荘）　
  - 飯豊梅花皮荘 - 飯豊山荘間は、7/1～8/31間のみの運行。泡の湯温泉は水曜のみの1便（通年）と、日曜・祝日運休の1便の4～10月の間のみが経由。

北部線
- 病院前 - 小国駅 - 役場前 - 小渡 - （新屋敷） - 沖庭小前 - 越中里 - （折戸） - 長沢 - 出戸 - （中野） - 五味沢 - りふれ - （徳網）
  - 折戸経由便、徳網発着便は水曜のみ運行。中野経由便は土曜・日曜は運休。

東部線
- （箱の口経由）病院前 - 小国駅 - 役場前 - 町原 - 羽前松岡 - 伊佐領 - 箱の口 - 下叶水 - 土尾 - 大石沢 - （上大石沢）／（河原角）
- （子持峠経由）病院前 - 小国駅 - 役場前 - 町原 - 杉沢 - 上大滝 - 子持峠 - 下叶水 - 土尾 - 大石沢 - （上大石沢）／（河原角）
  - いずれの経由便も、上大石沢へは火曜のみ、河原角へは金曜のみ運行。

大滝線
- 病院前 - 小国駅 - 役場前 - 町原 - （黒沢） - 杉沢 - 上大滝
  - 土曜・日曜は運休。

足中線
- 病院前 - 小国駅 - 役場前 - 赤芝峡 - 落合 - 下新田 - 足水中里 - 樽口
  - 火曜のみ運行（火曜が祝日の場合前日に振替）。

白沼線
- 病院前 - 小国駅 - 役場前 - 町原 - 羽前松岡 - 伊佐領 - 箱の口 - （沼沢駅） - （白子沢）
  - 火曜・水曜・金曜のみ運行。但し箱の口 - 白子沢間は水曜のみ。

循環線
- （東循環）病院前 - 小国駅 - 温泉口 - 町原 - 中学校前 - 役場前 - 温泉口 - 病院前
- （西循環）病院前 - 小国駅 - 電興前 - （田沢頭） - 幸町 - 役場前 - 小国駅 - 病院前

金目線
- 病院前 - 小国駅 - 役場前 - 小渡 - 沖庭小前 - 古田 - 金目
  - 「デマンドタクシー」による運行で、乗車には登録・予約が必要。沖庭小前 - 金目間は希望場所で利用可能。土曜・日曜は運休。

小国町営バスの車両
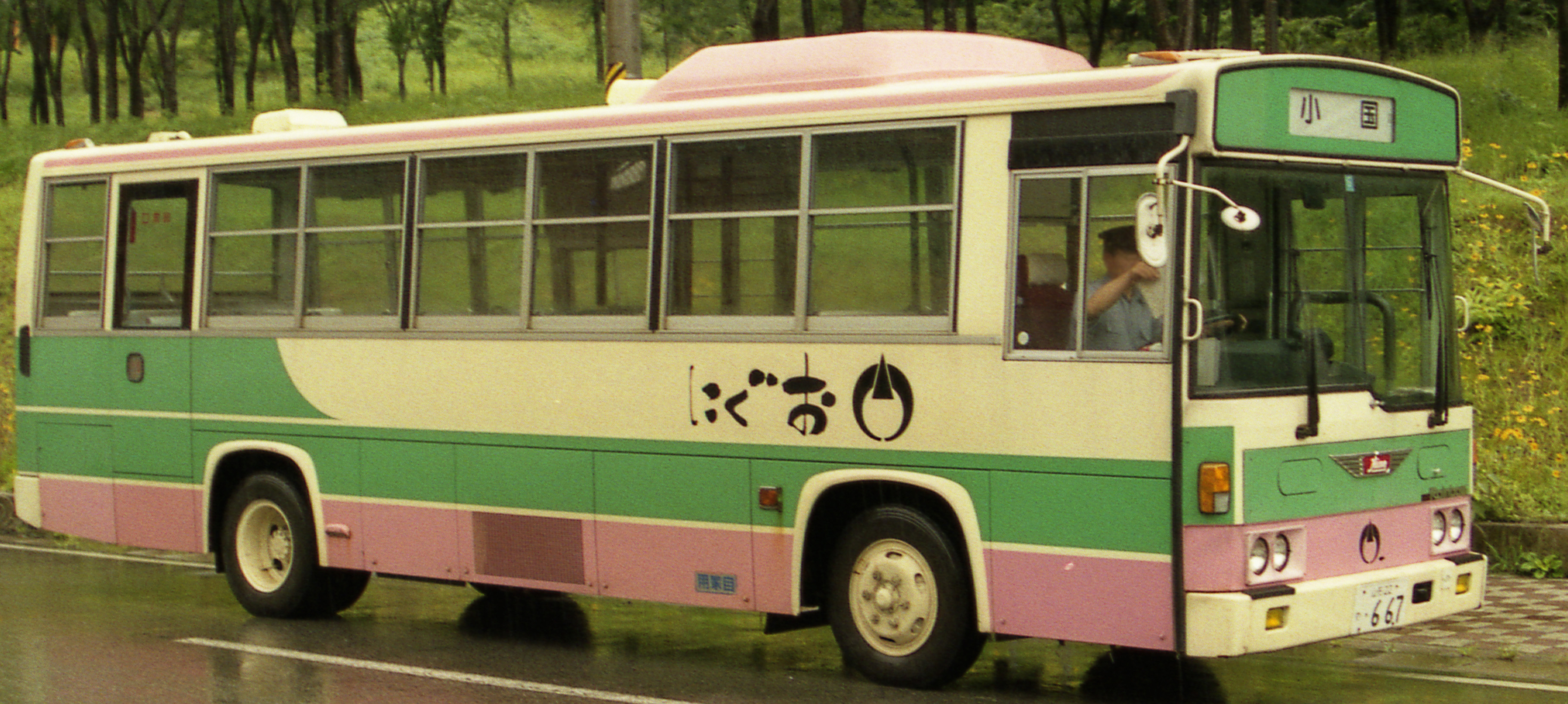
1998年当時の車両1
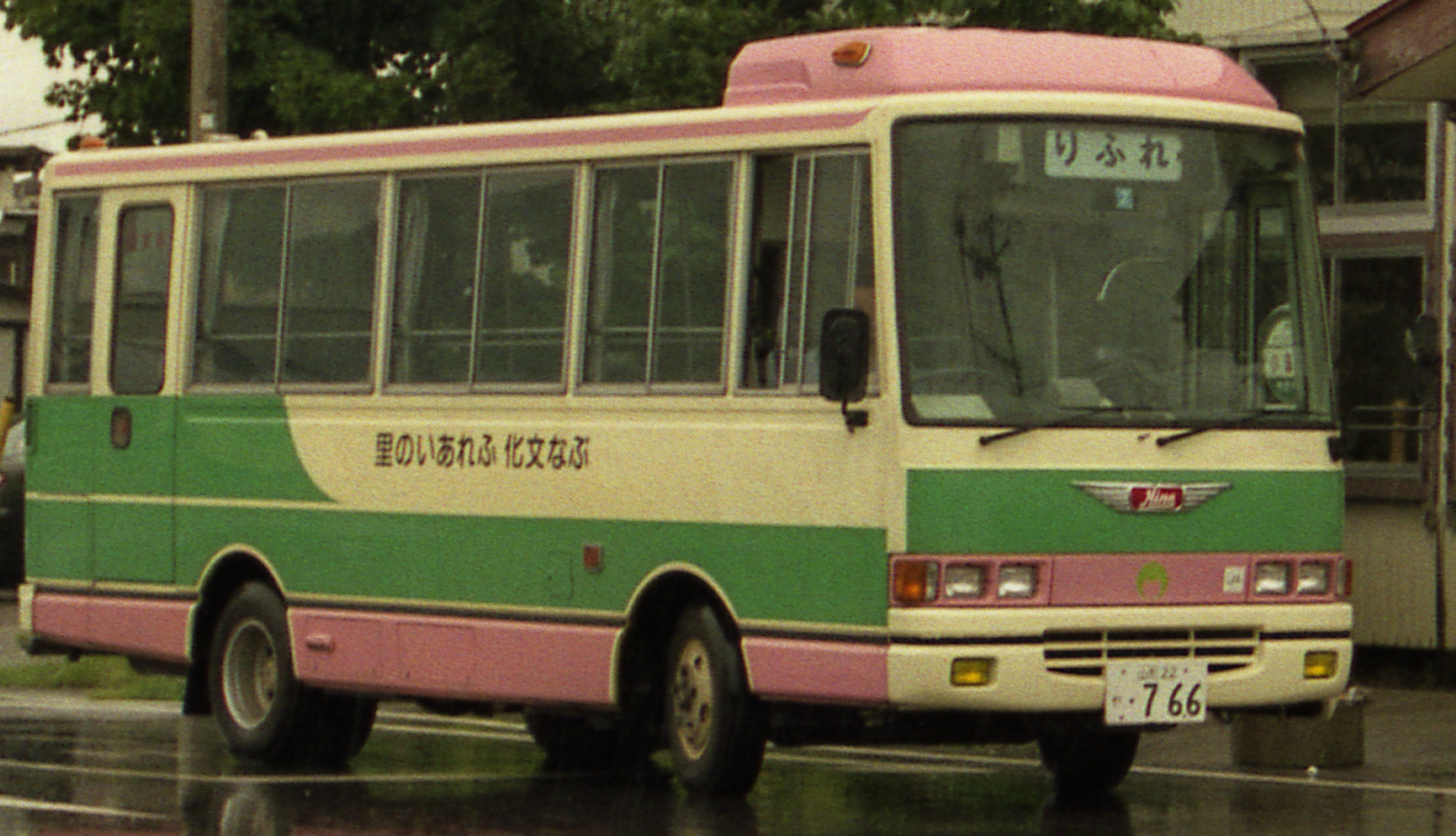
1998年当時の車両2